# Сенчанка
Сенчанка — село в Новосибирском районе Новосибирской области России. Входит в состав Ярковского сельсовета.

## География
Площадь села — 201 гектар.

## История
В 1928 году село Сенчанское состояло из 401 хозяйства, основное население — русские. В административном отношении являлось центром Сенчанского сельсовета Бугринского района Новосибирского округа Сибирского края.

## Население
| 1926 | 2002 | 2007 | 2010 |
| ---- | ---- | ---- | ---- |
| 2041 | ↘486 | ↗570 | ↘529 |

## Инфраструктура
В селе по данным на 2007 год функционируют 1 учреждение здравоохранения и 1 учреждение образования.

## Известные уроженцы
- Подгорбунский, Леонид Яковлевич (1921—1945) — советский военнослужащий, лейтенант, Герой Советского Союза.